# Huyện Rajshahi
Rajshahi là một huyện thuộc division Rajshahi, Bangladesh. Huyện này có diện tích 2407 km², dân số năm 2002 là 2262483 người, mật độ dân số là 940 người/km².